# Jean-Hugues Colonna
Pour les articles homonymes, voir Colonna et Colonne.
Jean-Hugues Colonna, né le 31 mai 1934 à Cargèse (Corse), est un homme politique français et ancien député socialiste (PS).

## Biographie
Jean-Hugues Colonna est professeur d'éducation physique et sportive. Muté à Nice en 1975, il devient secrétaire de la Fédération des Alpes-Maritimes du Parti socialiste et s'oppose au maire RPR de Nice Jacques Médecin.
Le 21 juin 1981, il est élu député dans la troisième circonscription des Alpes-Maritimes et devient conseiller pour les affaires corses auprès de Gaston Defferre au ministère de l'intérieur. Réélu  sur le scrutin de liste  des Alpes-Maritimes aux législatives de 1986, il est battu au second tour par le candidat RPR Christian Estrosi aux élections de juin 1988.
Ce même mois, il porte plainte pour un sabotage de l’essieu de son véhicule qui a provoqué un accident.
En 1991, il devient conseiller technique du ministre de l'Intérieur Philippe Marchand. Il est également conseiller municipal de la ville de Nice de 1977 à 1995.

### Vie privée
Il épouse Cécile Riou, enseignante d'origine bretonne, avec qui il a une fille, Christine, membre d'A Chjama Naziunale, parti autonomiste, et élue territoriale en Corse entre 2004 et 2010 sur la liste Unione Naziunale, et deux fils, Stéphane et Yvan Colonna (1960-2022), militant indépendantiste corse condamné à la détention à perpétuité pour l'assassinat du préfet Claude Érignac commis le 6 février 1998. Le couple Colonna écrira d'ailleurs une lettre de demande de pardon à destination de Mme Érignac.

## Décoration
Jean-Hugues Colonna est nommé chevalier de la Légion d'honneur le 8 avril 1998.